# Polymixis asphodelioides
Polymixis asphodelioides là một loài bướm đêm trong họ Noctuidae.